# 大东方百货
31°34′43″N 120°17′40″E / 31.57866°N 120.29440°E
大东方百货，又称无锡商业大厦大东方股份有限公司（上交所：600327）、简称大东方，曾称无锡商业大厦，位于中华人民共和国江苏省无锡市梁溪区三阳广场西北侧，是无锡市的一个著名百货商场及上市公司。目前均瑶集团控股大东方集团56.88%的股份，无锡商业大厦持有大东方43.16%股份。
当前大东发集团下属主分支为大东方百货、三凤桥食品、均瑶儿童医疗业务以及东方美邻代理湖北省境内的711便利店经营；另外集团还控股东方汽车城。

## 百货部门历史
大东方百货前身是国营东方红商场。1986年12月撤销东方红商场，建无锡商业大厦，是当时无锡最大的国营百货商店。
1988年9月内装开业，当时内部设有中央空调、自动扶梯等，是全国为数不多装配扶梯的百货商店。
1992年大厦二期高层工程开工。
1997年，无锡商业大厦集团有限公司以无锡商业大厦为主体，于1月18日正式挂牌上市。
2002年6月10日，无锡商业大厦股份有限公司成功登陆上海证券交易所，6月25日正式上市，简称大厦股份，是无锡市第一个成功上市发行的商业流通企业。
2007年9月，公司更名为无锡商业大厦大东方股份有限公司，因此大楼也更名为大东方百货，建筑面积7.5万平方米，配备有屋顶花园。商场内部内部设有众多奢侈品、珠宝、腕表品牌专卖，年销售额超过33亿人民币。